# Sankt-Nikolai-Kirche (Richtenberg)

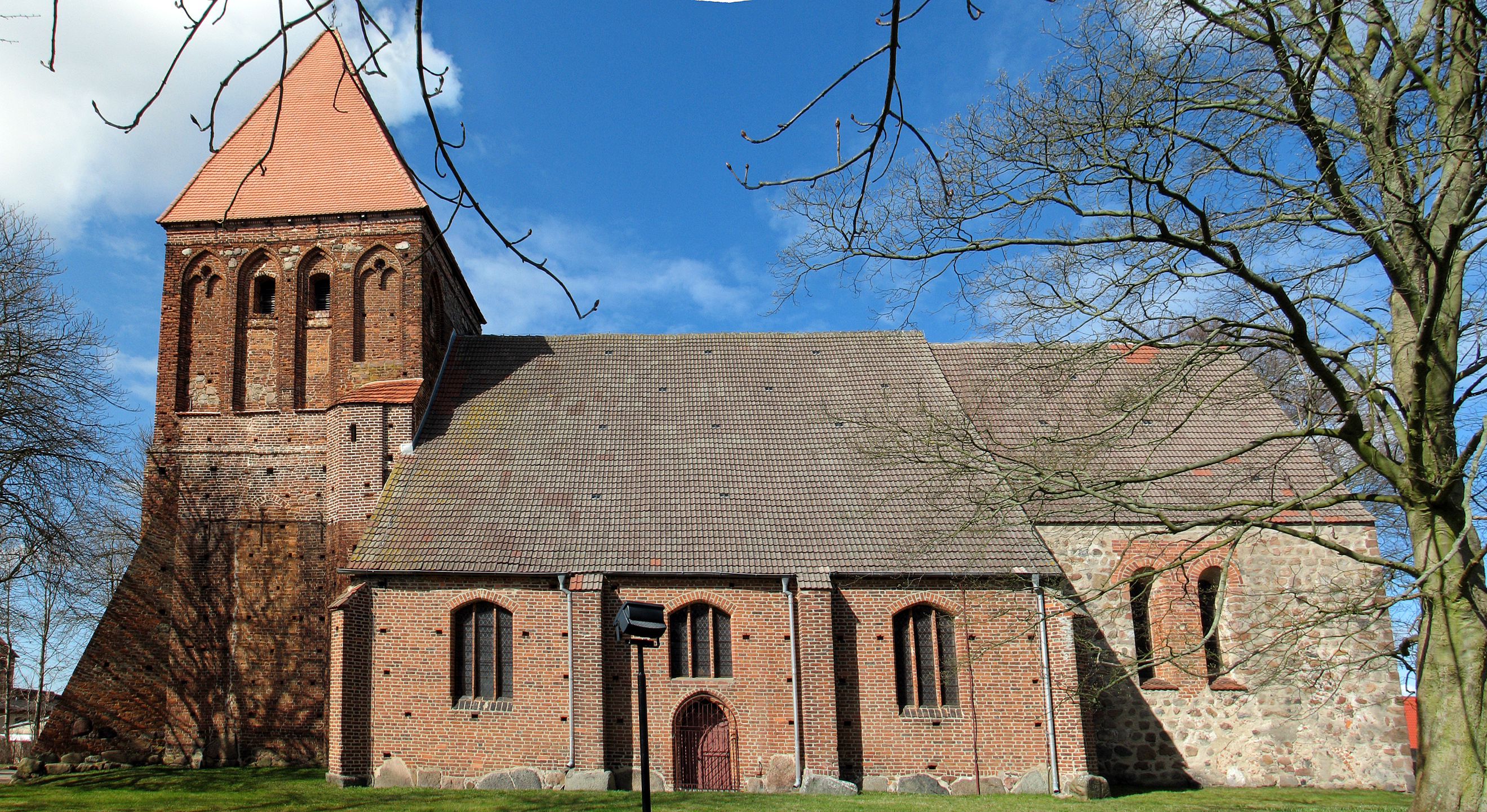
Die Sankt-Nikolai-Kirche in Richtenberg

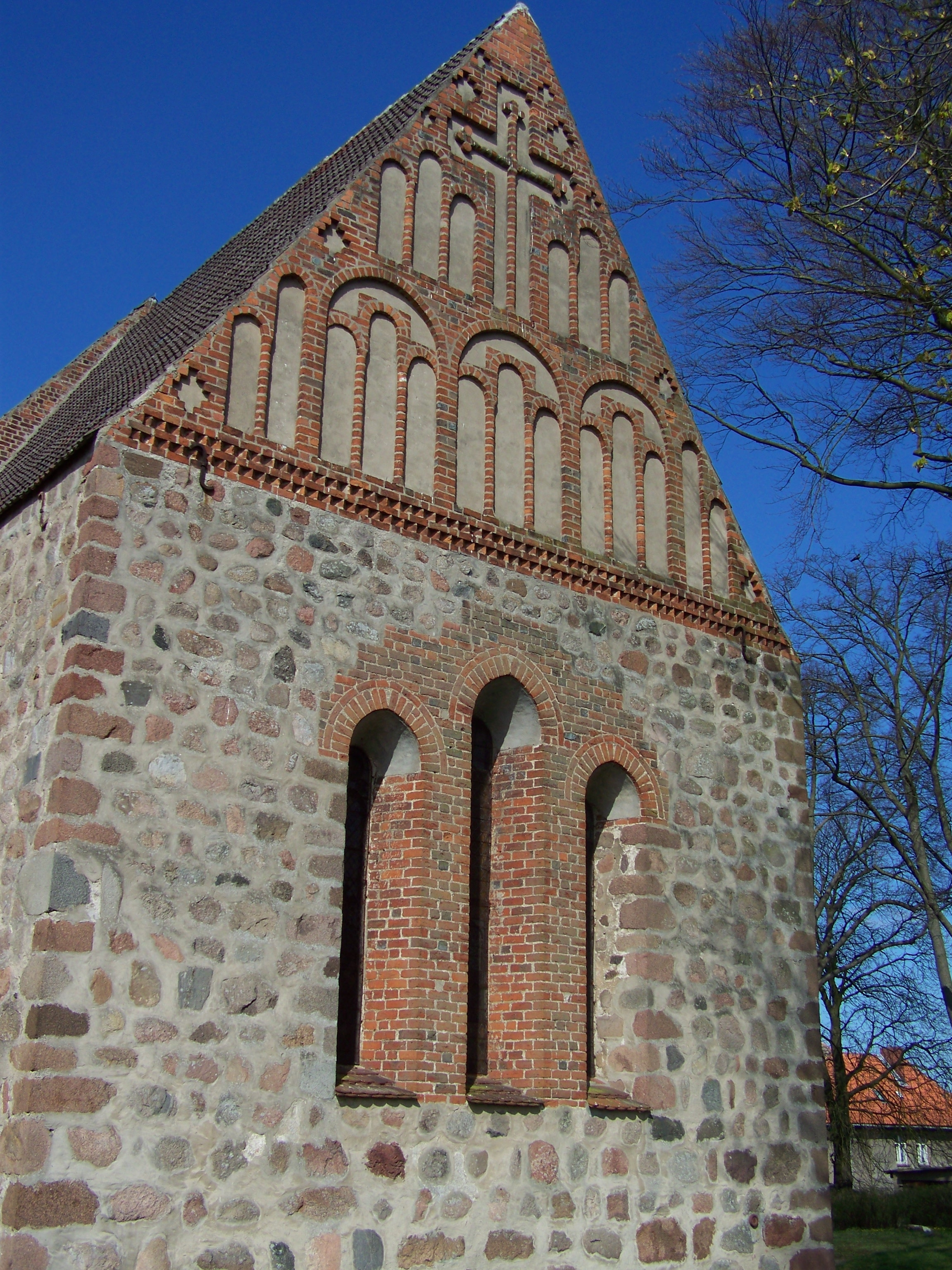
Giebel des Chores der Kirche

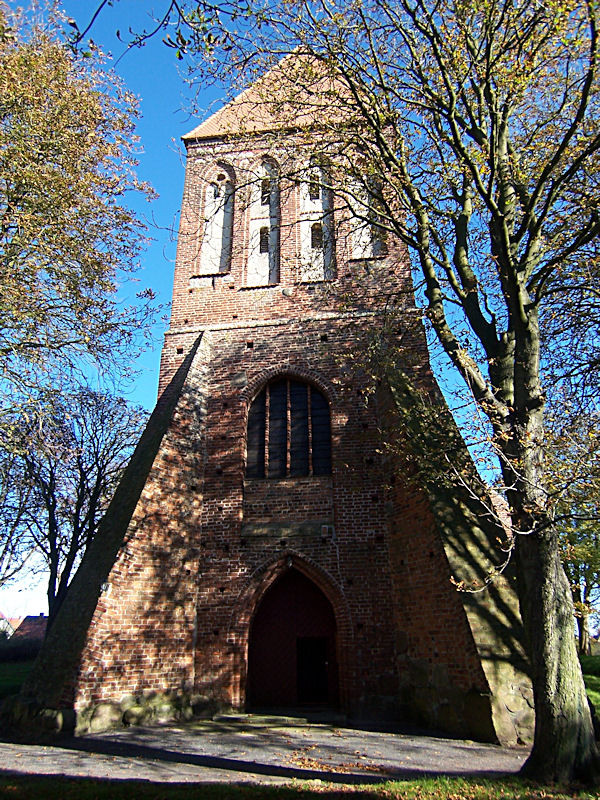
Westportal im Turm der Kirche

Die Sankt-Nikolai-Kirche Richtenberg ist ein aus dem 13. Jahrhundert stammendes Kirchenbauwerk in der vorpommerschen Stadt Richtenberg.

## Baugeschichte
Die Pfarrkirche unter dem Patrozinium des Heiligen Nikolaus von Myra wurde auf dem höchsten Punkt der Stadt angelegt, südlich des großen Marktplatzes. Der quadratische Chor stammt noch von einem Mitte des 13. Jahrhunderts aus Feldsteinen und Backstein errichteten Bau. Anfang des 15. Jahrhunderts wurden das Langhaus und der westliche Kirchturm erbaut. Das Obergeschoss des Turms ist später aufgesetzt worden. Das Pyramidendach wurde zuletzt 1995 erneuert.

## Äußeres
Der Chor weist im Norden und Süden je zwei, im Osten drei Spitzbogenfenster auf. Im Giebel des Chores sind in die untere Blendenreihe drei Rundbogenblenden eingearbeitet, in die obere ein Kreuz.
Das Langhaus ist als dreijochige Stufenhalle aus Backstein errichtet worden und weist dreiteilige Fenster mit Dreieckschluss auf.

## Innenraum
Der Chor trägt ein achtrippiges Domikalgewölbe mit einem großen ringförmigen Schlussstein. Das Langhaus trägt auf achteckigen Pfeilern ein Kreuzrippengewölbe und weist eine spätgotische Ausmalung auf, die 1913/1914 stark erneuert wurde.

## Ausstattung
Zur Ausstattung der Kirche gehören eine barocke Kanzel, die um 1725 in Lübeck gefertigt wurde, Altarschranken vom Ende des 18. Jahrhunderts sowie Reste einer steinernen Taufe mit Kreuzigungsrelief. Die Schranke an der Ostseite des Kanzelaufgangs stammt aus der Werkstatt Elias Keßlers und wurde 1727 gefertigt.

### Orgel
Die Orgel mit neugotischem Prospekt wurde 1861 von Friedrich Albert Mehmel (Stralsund) angefertigt und im Jahr 2002 instand gesetzt. Das Instrument hat 18 Register auf zwei Manualen und Pedal (mechanische Schleifladen mit Doppelfaltenbalg).
| I Hauptwerk C–f3 |                |       |
| 1.               | Bordun         | 16′   |
| 2.               | Principal      | 8′    |
| 3.               | Hohlflöte      | 8′    |
| 4.               | Viola di gamba | 8′    |
| 5.               | Gedact         | 8′    |
| 6.               | Octave         | 4′    |
| 7.               | Blockflöte     | 4′    |
| 8.               | Quinte         | 2 ⁄3′ |
| 9.               | Octave         | 2′    |
| 10.              | Mixtur III     | 1 ⁄3′ |

| II Nebenwerk C–f3 |                 |    |
| 11.               | Liebl. Gedact   | 8′ |
| 12.               | Aeoline         | 8′ |
| 13.               | Flauto amabile  | 4′ |
| 14.               | Schweizerpfeife | 2′ |

| Pedal C–f1 |               |     |
| 15.        | Subbass       | 16′ |
| 16.        | Violin        | 16′ |
| 17.        | Principalbass | 8′  |
| 18.        | Choralbass    | 4′  |

- Koppeln: Manualkoppel, Pedalkoppeln,

Zu den Epitaphen gehört auch eine Tafel des 1630 gestorbenen Kirchenvorstehers Christoffer Dehne. Vor dem Altar sind Grabplatten eingelassen, so vom 1491 gestorbenen Bürgermeister H. Sunnemann und seiner Ehefrau. Am Triumphbogen sind Petrus und Paulus dargestellt.

## Geläut
Die drei Glocken der Kirche wurden 1926 aus Klangstahl gefertigt.

## Gemeinde
Die evangelische Kirchengemeinde gehört seit 2012 zur Propstei Stralsund im Pommerschen Evangelischen Kirchenkreis der Evangelisch-Lutherischen Kirche in Norddeutschland. Vorher gehörte sie zum Kirchenkreis Demmin der Pommerschen Evangelischen Kirche.